# Mirpur (upazila)
Mirpur (en bengali : মিরপুর) est une upazila du Bangladesh dans le district de Kushtia. En 1991, on y dénombrait 266 046 habitants.